# Reagrupamento Congolês para a Democracia
Reagrupamento Congolês para a Democracia (em francês:  Rassemblement congolais pour la démocratie, RCD) é um partido político e antigo grupo rebelde congolês ativo na parte oriental da República Democrática do Congo. O movimento surgiu com o apoio de Ruanda e foi um dos principais atores na Segunda Guerra do Congo. Em 30 de junho de 2003, o grupo participa com o Partido Popular pela Reconstrução e Democracia (PPRD) de Joseph Kabila e com o Movimento de Libertação do Congo (MLC) de Jean-Pierre Bemba no governo de transição ou governo "1 + 4", que seria encarregado pela pacificação do país integrando as milícias em um exército unificado e pela preparação para eleições livres dentro de dois anos, marcadas para 30 de junho de 2006.